# Toshiro Mifune
Toshiro Mifune (Japans: 三船 敏郎, Mifune Toshirō) (Qingdao, 1 april 1920 – Mitaka, 24 december 1997) was een Japanse filmacteur, die vooral bekend werd door zijn rollen in 16 films van Akira Kurosawa in de jaren vijftig en zestig van de 20e eeuw. In totaal speelde hij tijdens zijn carrière in 150 films.

## Leven en werk
Mifune werd geboren in Qingdao in de Chinese provincie Shandong, als zoon van een Japanse fotograaf die tot de Methodistische Kerk behoorde. Toen hij vier was verhuisde het gezin naar Mantsjoerije, waar de jonge Toshiro een volledig Japanse opvoeding kreeg.

In 1939 moest hij in militaire dienst, en in 1946 kwam hij naar Japan. Hij solliciteerde bij de Toho Studios als assistent-cameraman. Toen er een grote staking uitbrak, werd hij binnen enkele maanden omgeschoold tot acteur.
Mifune speelde in 134 films. Zeventig hiervan vielen in de prijzen.
Zowel in 1961 zowel als 1965 werd hij op het Filmfestival van Venetië uitgeroepen tot beste acteur. Tussen 1948 en 1965 speelde hij in zestien films van Akira Kurosawa, met Yoidore tenshi (1948) als eerste en met Red Beard (1965) als laatste. Voor deze laatste film moest Mifune gedurende twee jaar zijn baard laten staan, wat hem belette om intussen in andere films te spelen. Dit bracht de acteur en de productiemaatschappij in een lastig, financieel parket. Gelukkig werd de film een groot succes in Japan. De film werd ook goed onthaald in Europa maar niet in de Verenigde Staten. In 1993 werd Mifune onderscheiden met de Orde van de Heilige Schatten van Japan.
Ten tijde van Mifune's dood was de Deense filmregisseur Søren Kragh-Jacobsen begonnen met de productie van wat de derde Dogma 95-film zou worden. Hij besloot de film Mifunes sidste sang te noemen (Mifunes Last Song) als hommage aan de acteur.
In 2016 kreeg Mifune postuum een ster op de Hollywood Walk of Fame.

## Filmografie (kleine selectie)
- 1947: Ginrei no Hate (Snow Trail) (Senkichi Taniguchi)
- 1948: Yoidore tenshi (Drunken Angel) (Akira Kurosawa)
- 1949: Nora Inu (Stray Dog) (Akira Kurosawa)
- 1950: Rashomon (Akira Kurosawa)
- 1950: Shûbun (Akira Kurosawa)
- 1954: The Seven Samurai (Akira Kurosawa)
- 1957: Throne of Blood (Akira Kurosawa)
- 1958: The Hidden Fortress (Akira Kurosawa)
- 1961: Yojimbo (Akira Kurosawa)
- 1962: Sanjuro (Akira Kurosawa)
- 1963: High and Low (Akira Kurosawa)
- 1965: Red Beard (Akira Kurosawa)
- 1966: Grand Prix (John Frankenheimer)
- 1968: Hell in the Pacific (John Boorman)
- 1971: Soleil rouge (Terence Young)
- 1976: Midway (Jack Smight)
- 1979: 1941 (Steven Spielberg)
- 1979: Winter Kills (William Richert)
- 1980: Shōgun (Jerry London) (televisieserie)
- 1981: The Bushido Blade (Tsugunobu Kotani)
- 1982: The Challenge (John Frankenheimer)
- 1982: Inchon (Terence Young)

## Prijzen

### Blue Ribbon Awardvoor beste acteur
- 1951: Bakuro Ichidai en Onna Gokoro Dareka Shiru
- 1961: Yojimbo en Ánimas Trujano
- 1965: Red Beard

### Blue Ribbon Awardvoor beste acteur in een bijrol
- 1987: Tora-san Goes North

- Bibsys: 90911815
- Biblioteca Nacional de España: XX1363357
- Bibliothèque nationale de France: cb138974896 (data)
- Catàleg d'autoritats de noms i títols de Catalunya: 981058526124206706
- CiNii: DA13228023
- Gemeinsame Normdatei: 123625904
- International Standard Name Identifier: 0000 0001 1020 1162
- Library of Congress Control Number: n81091357
- Bibliotheek van het Japanse parlement: 00649730
- Nationale Bibliotheek van Tsjechië: jx20061129010
- Nationale bibliotheek van Australië: 35150347
- Nationale Bibliotheek van Israël: 987007585041005171
- Nederlandse Thesaurus van Auteursnamen: 071308369
- SNAC: w65r8vqr
- Système universitaire de documentation: 055472656
- Museum of New Zealand Te Papa Tongarewa: 37835
- Trove: 842994
- Virtual International Authority File: 2657005
- WorldCat: E39PBJkhGw63hPfcvYptQ4ryVC